# Sepultura

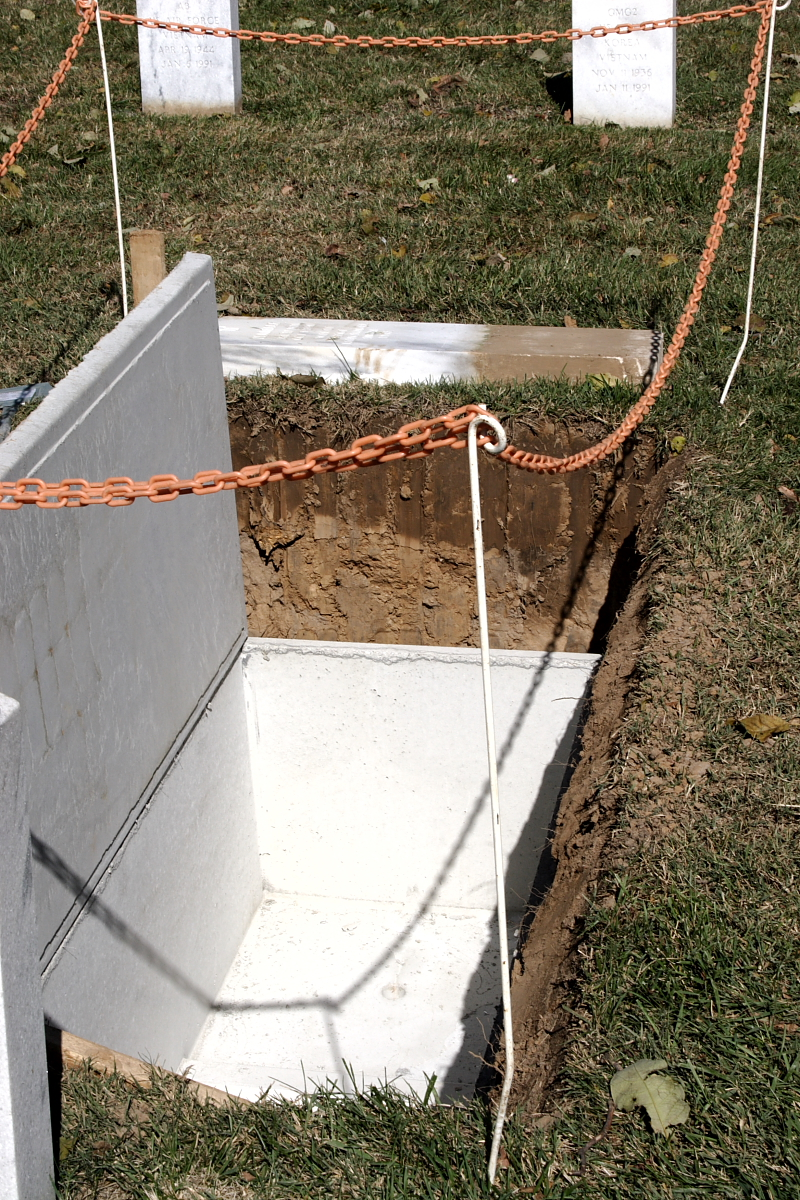
Una sepultura con un sarcófago abierto en su interior. El sarcófago se usará como receptáculo del féretro en el que reposará el fallecido.

Una sepultura es el lugar donde se entierra a una persona o animal tras su muerte. Generalmente se agrupan en un cementerio, y la ubicación de cada cuerpo o de un grupo de cuerpos está señalada por unas lápidas.
Las sepulturas son comunes a casi todas las culturas humanas, con diferencias en cuanto a rito y decoración, dependiendo de las creencias con respecto a la muerte y la existencia después de ella. Algunas culturas, como la egipcia, sepultaban a sus muertos con todas sus posesiones terrenales, pensando que las necesitarían en el más allá.
La sepultura comienza en la prehistoria.

## Descripción
El uso formal de una tumba implica varios pasos con terminología asociada.

### Excavación de la sepultura

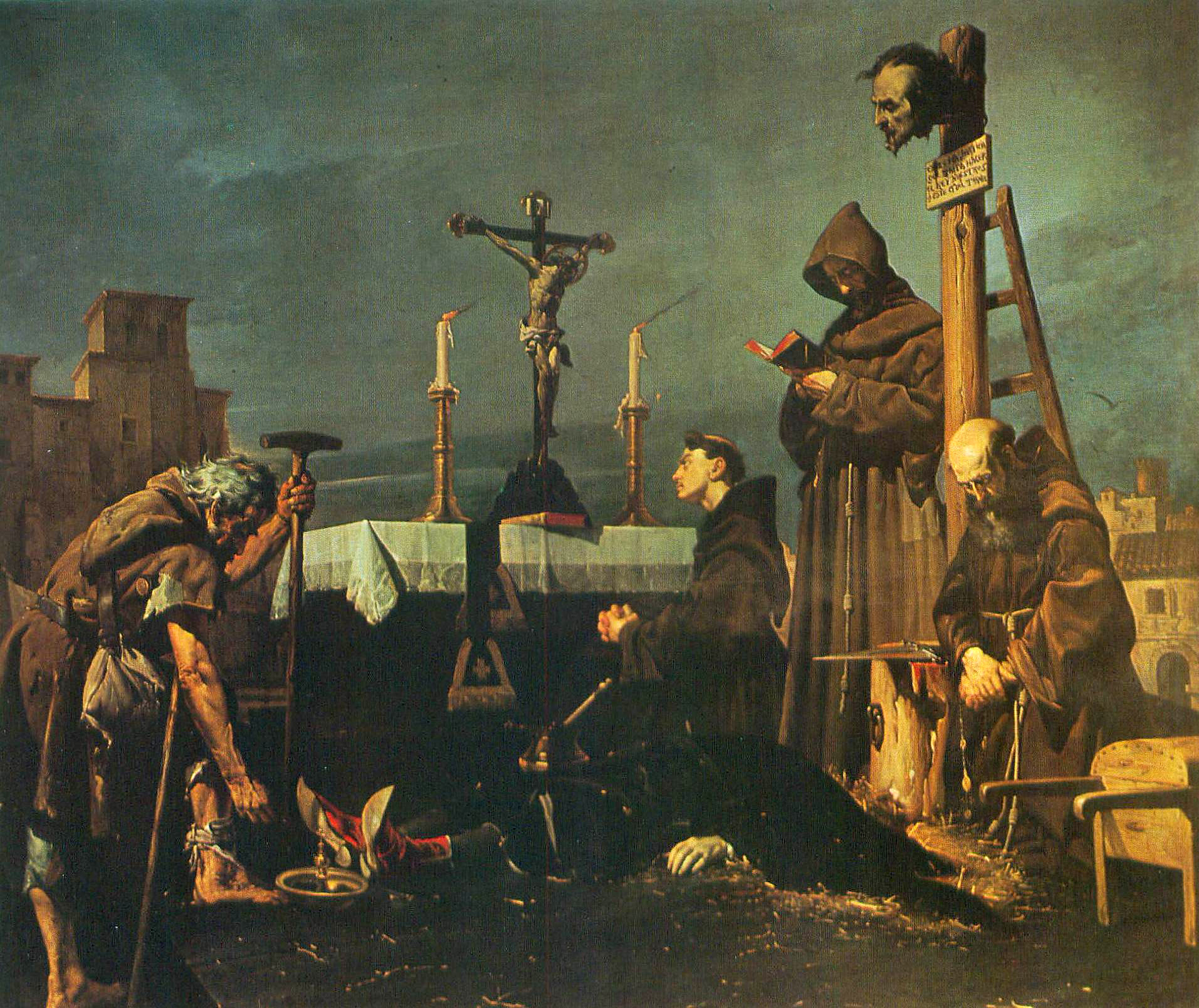
Colecta para sepultar el cadáver de Álvaro de Luna, de José María Rodríguez de Losada. 1866. (Palacio del Senado de España, Madrid).

La excavación que forma la tumba. Las excavaciones varían desde un raspado poco profundo hasta la remoción de la capa superficial del suelo hasta una profundidad de 1.8 metros o más donde se construirá una bóveda o cámara funeraria. Sin embargo, la mayoría de las tumbas modernas en los Estados Unidos tienen solo 1,3 m de profundidad, ya que el féretro se coloca en una caja de concreto (ver la bóveda funeraria) para evitar un sumidero, para garantizar que la tumba sea lo suficientemente fuerte como para ser derribada y para evitar que flote en ella. el caso de una inundación.

### Suelo excavado
El material retirado cuando se excava la tumba. A menudo se apila cerca de la tumba para rellenar y luego se devuelve a la tumba para cubrirla. Como el suelo se descomprime cuando se excava y el espacio es ocupado por el entierro, no todo el volumen de suelo vuelve a entrar en el hoyo, por lo que a menudo se encuentra evidencia de suelo remanente. En los cementerios, esto puede terminar como una capa gruesa de suelo que recubre la superficie original del suelo.

### Entierro
El cuerpo puede colocarse en un féretro u otro recipiente, en una amplia gama de posiciones, solo o en un entierro múltiple, con o sin pertenencias personales del difunto.

### Bóveda funeraria
Una bóveda es una estructura construida dentro de la tumba para recibir el cuerpo. Puede usarse para evitar el aplastamiento de los restos, permitir múltiples entierros, como una bóveda familiar, la recuperación de restos para transferirlos a un osario o porque forma un monumento.

### Relleno de tumba
La tierra regresada a la tumba excavda después del entierro. Este material puede contener artefactos derivados de la excavación original y el uso anterior del sitio, bienes o artefactos colocados deliberadamente o material posterior. El relleno se puede dejar al nivel del suelo o en un montículo.

### Monumento o marcador
Las lápidas son las más conocidas, pero se pueden complementar con bordes decorativos, piedras para los pies, postes para sostener artículos, una cubierta sólida u otras opciones.

## Lugar de la sepultura
El lugar de sepultura o sitio de descanso, en muchas culturas, ha sido siempre el campo. La Biblia menciona la primera sepultura, la de Sara, en una cueva dentro de una roca, que luego fue también el lugar de entierro de Abraham. 
Esta práctica se ha mantenido a lo largo de la historia, tanto entre los antiguos hebreos como entre los gentiles y cristianos. De hecho, la Iglesia y las leyes civiles han establecido ciertas normas y protocolos para que los entierros se realicen en lugares adecuados, como los cementerios.
«Al principio —dice Potero—, guardaban los griegos a sus muertos en los templos; pero tiempo después, Solón prohibió dicha práctica mandando a enterrarlos fuera de las ciudades, esto para evitar que el hedor de los cadáveres se propagase por todos lados, así como para evitar posibles incendios durante el proceso de combustión de los cuerpos».
Los romanos, entre las leyes de las xii tablas, tenían la siguiente:

HOMINEM.MORTUUM.IN.URBE.NE.SEPELITO
«Ningún hombre muerto puede ser enterrado en la ciudad».

Se creía que los muertos contaminaban la ciudad a través del olor que desprendían sus cuerpos en descomposición. Por lo mismo, los emperadores Dioleciano y Maximiano extendieron dicha ley a todos los municipios, exceptuando de esta a los emperadores, a las vírgenes estatales y a algunos caballeros romanos algún tiempo, permitiendo que se les enterrase en las ciudades. Ejemplo de ello son  Publio Valerio Publícola y Aulo Postumio Tuberto. No obstante, en el Consulado de Druilio, el Senado restituyó la ley de las xii tablas y la instauró nuevamente en Roma, prohibiendo los entierros dentro de las ciudades, según se colige de lo dicho por Servio Mauro. Después, el emperador Adriano impuso una multa de cuarenta escudos a todo aquel que desobedeciese las órdenes y construyese un sepulcro dentro de la ciudad. La razón por la que los muertos eran enterrados en caminos públicos se explica en la siguiente inscripción:

HIC. LOLLIUS. POSITUS 
VT. DICANT. PRAETEREUNTES 
LOLLI. VALE
«[…] Para que los transeúntes le den la despedida».

Sin embargo, para Varrón, la cuestión implicaba algo más profundo, más filosófico. En palabras suyas, el objetivo que tenían los entierros en caminos públicos era «recordarles a todos los que pasasen por allí, que ellos también estaban sujetos a la misma condición humana, es decir, la mortalidad, y que, tarde o temprano, sufrirían el mismo destino que aquellos que yacían allí enterrados».

### Sepultura en las iglesias
La Iglesia estableció la regla de que los fieles debían ser enterrados en cementerios. Al principio, esta ley se cumplió estrictamente, pero con el tiempo se permitió que aquellas personas consideradas santas fuesen enterradas dentro de las iglesias. Luego, los emperadores quisieron ser enterrados en la entrada de estas, reservándose el interior para los santos. Sin embargo, pronto se permitió que otros eclesiásticos y, eventualmente, los legos, fueran también enterrados dentro de ellas, sin importar su nivel de santidad o virtud.
No obstante, la Iglesia, no mucho tiempo después, se opuso a esta práctica, considerándola un «abuso hacia los santos». Muchos registros concuerdan en que la Iglesia no estaba contenta con el hecho de profanar el lugar de descanso eterno de aquellos que habían ascendido a un nivel superior de conexión e intimidad con Dios. La Iglesia y los fieles creyentes de la España cristiana reprobaron estos actos. Durante el Concilio de Braga II, celebrada en el siglo VI, se prohibió el entierro de personas no santas dentro de las iglesias:

«De ningún modo se entierren los cuerpos de los difuntos dentro de la Iglesia, porque si las ciudades mantienen hasta ahora su firme privilegio de no enterrar difunto alguno en el recinto de sus muros, con cuanta más razón se debe conservar la casa y templo de los venerables mártires».

Lo mismo fue ordenado por otros concilios en siglos posteriores, como en el Concilio de Tribur, en el s. IX, que imperó lo siguiente:

«Según los Estatutos de los Santos Padres, prohibimos y mandamos, que en adelante ningún lego se entierre en las Iglesias».

En el siglo XIII, Godofredo de San Bricio, Obispo de Saintes, tuvo un sínodo en el que se queja de que en su diócesis se enterraban los excomulgados en los cementerios con los demás fieles. Por lo que prohíbe que se les dé sepultura en los cementerios benditos. En el mismo siglo el sínodo cicestrense manda que no se hagan las sepulturas en las Iglesias ni en sus canceles. El mismo pone un decreto perteneciente al respeto y reverencia de los cementerios. Dice aquella Asamblea:

«Habiendo llegado a nuestra noticia, que los Cementerios se hallan pisados de caballos, bueyes y otros animales con pretexto de pacer las hierbas y no se les tiene la reverencia debida: lo que cede con razón en honor de los parientes y amigos de los difuntos, mandamos que el cementerio se cierre competentemente, según la costumbre de la parroquia».

Durante el siglo XVI, se redactaron y publicaron varios reglamentos para evitar posibles actos «profanos». El célebre restaurador San Carlos Borromeo, elaboró la sg. constitución:

«Cuide diligentemente el obispo, que los cementerios estén cercados de paredes con toda seguridad, para que se impida la entrada a las bestias. En medio del cementerio se ponga una Cruz, y que esté cubierta por encima con decencia».

Poco tiempo después, el Concilio de Ruan, presidido por el serenísimo Príncipe Cardenal Borbón, arzobispo de Ruan, entre otros estatutos, pone este: 

«No se entierren los muertos en las Iglesias, ni aunque sean personas ricas, porque este honor no se ha de dar al dinero, sino a las gracias del Espíritu Santo; esto quede reservado para los que especialmente están consagrados a Dios, porque sus cuerpos son templos de Jesucristo, y del Espíritu Santo; tambien para los que se hallan en alguna dignidad, sea eclesiástica o secular, que estos a la verdad son ministros de Dios, y órganos del Espíritu Santo; y para los que por sus virtudes y méritos han hecho servicios a Dios y a la República. A los demás, se les dé sepultura religiosamente en los cementerios destinados para esto».

Al año siguiente hubo Concilio en Burdeos, confirmado por Gregorio XIII, que promulgó un decreto, que establece: 

Al Concilio se le ha hecho relacion, que en estos tiempos se cometen gravísimos abusos acerca de las sepulturas; á saber, que á cada paso se entierran en las Iglesias los cuerpos de los difuntos de qualquiera condicion y qualidad: y siendo de nuestro deber el evitar con toda solicitud, que los lugares sagrados, y consagrados á Dios se profanen, y se tengan sin religion, y que se hallen violados con semejante abuso, y perversa costumbre introducida contra todo derecho: siguiendo las huellas de los Santos Padres, decretamos, que ninguno sea enterrado desde aquí adelante en las Iglesias, sino los Sacerdotes, segun prescribe el Derecho, los ordenados in Sacris, los Religiosos y Patronos de las Iglesias. A los demas mandamos se les dé sepultura en los Cementerios y Campos Santos, que no rehusaban antiguamente aun los Personages mas ilustres.

En el mismo siglo hubo Concilio Provincial en Bourges en el que se mandó que se cerrasen con paredes los cementerios para impedir su profanación y que los encargados de ellos fuesen castigados a la voluntad del Ordinario, si se les encontraba negligentes.

### Sepultura fuera del poblado
El Emperador Teodosio prohibió enterrar los muertos dentro de poblado, mandando además de esto que se sacasen de las Iglesias los cadáveres que se contenían en las urnas, y se colocasen fuera de la Ciudad. En España Alfonso el Sabio dictó esta ley: 

Soterrar non deben ninguno en la Eglesia, si non á personas ciertas, que son nombradas en esta ley, así como á los Reyes, é á las Reynas, é á sus fijos, é á los Obispos, &c. E si alguno otro soterrasen dentro en la Eglesia, si non los que sobredichos son en esta ley, debelos el Obispo sacar ende.

Y en la Ley II de las Partidas se dice: 

Cerca de las Egleasias tuvieron por bien los Sanctos Padres que fuesen las sepulturas de los Christianos. E esto por quatro razones: La primera, porque así como la creencia de los Christianos es mas allegada á Dios que la de las otras: gentes, que así las sepulturas dellos fuesen mas acercadas a las Eglesias. La segunda es, porque aquellos que vienen a las Eglesias, quando ven las fuesas de sus parientes ó, de sus amigos, acuerdánse de rogar á Dios por ellos. La tercera, porque los encommiendan á aquellos Santos, á cuya honra é cuyo nome son fundadas las Eglesias, que rueguen á Dios señaladamente por aquellos que están sepultados en sus Cementerios. La quarta es, porque los diablos no han poder de se allegar tanto a los cuerpos de los omes muertos, que son soterrados en los Cementerios, como á los otros que están defuera, é por esta razon son llamados los Cementerios amparamiento de los muertos. Pero antiguamente los Emperadores é los Reyes Christianos ficieron establecimientos é leyes, é mandaron que fuesen fechas Eglesias, é los Cementerios fuera de las Cibdades e de las Villas, en que soterrasen los muertos, porque el fedor dellos non corrompiese el ayre, nin matase los vivos.

La Glosa sobre esta ley: 

El Cementerio ordinariamente debe estar junto á la Iglesia, segun el cap. Antiquitas, 17. 4. 4. Pero tambien puede estar apartado, como se acostumbra en la Francia, por evitar el hedor, como dice esta ley en el fin.

No obstante esta prohibición, prevaleció la costumbre haciéndose casi general. Aunque en España tardó más pues duraba el uso de enterrarse fuera de las Iglesias a mitad del siglo XIII, según afirma Berganza. 

Nuestros antiguos no usáron tener sepultura dentro de las Iglesias, aunque fuesen Príncipes y Reyes. Por este tiempo parece que se dió principio á que los cadáveres Reales se enterrasen dentro de los Templos: porque en este año de 1237 encargó el Emperador (Don Alonso) á los Monges de Oña, que los cuerpos Reales, que estaban sepultados á la puerta de la Iglesia (en el Cementerio) fuesen trasladados á la Capilla de nuestra Señora. Comenzó el estilo por los Príncipes ungidos, y extendióse hasta la gente mas popular de la República, con poco respeto al mucho decoro que se debe a los Templos y lugares sagrados.[...] Es notorio que en tiempo del Conde Garci-Fernandez (998) y en muchos tiempos adelante, los legos, aunque fuesen Príncipes y Reyes, no eran sepultados en las Iglesias, á no ser tenidos por Mártyres ó personas de muy conocida virtud. [...] Antiguamente á ninguno se daba sepultura en la Iglesia, sino que fuese Mártyr , Obispo ó Sacerdote de conocida virtud; y así siempre fué estilo en la Religion de S. Benito, que los Monges tuviesen su Cementerio aparte, en donde eran sepultados. El sitio determinado en los tiempos mas antiguos estaba fuera del Monasterio, y algunos distaban mas de mil pasos de la casa. Despues pasaron á señalarle dentro de las cercas del Monasterio en un campo, lo qual executa en estos tiempos la observantísima Religion de la Cartuxa. Por los años de mil se introduxo, que los Monges fuesen enterrados en el Claustro, y los Abades en el Capítulos.

Diferentes Soberanos de Europa mandaron también que se hicieran cementerios fuera de los poblados. Empezando por Alemania, la Emperatriz María Teresa intentó instruir a sus vasallos sobre los males que ellos mismos se causan por la obstinación en querer enterrarse en las Iglesias. Propuso, pues, a los sabios y literatos de sus Estados, que discurriesen el modo más seguro de enterrar a los muertos, sin que viniese daño a la salud de los vivos. Entre todos los sabios que se han ejercitado en esta importante cuestión, Joseph Habermann fue quien mejor ha respondido a sus intenciones y a los votos de sus conciudadanos. Al leer su obra se creería que tuvo a la vista la Memoria que publicó el Doctor Maret, Académico de Dijon el año 1773, en la que el autor hace ver los peligros que resultan de enterrar los muertos en las Iglesias y dentro de las poblaciones. Maret sube hasta el origen de este uso y hace la historia de él; pero Habermann se detiene únicamente en descubrir los males que este uso ocasiona en la salud pública.
Este proyecto, que empezó la Emperatriz Reina, lo perfeccionó su hijo. Convencido este Soberano de que los entierros dentro de poblado perjudican a la salud dispuso que se construyan fuera de la Ciudad de Viena y a distancia competente ocho cementerios públicos que se bendijeron el último día del año 83; quedando cerrados y sin uso los que se hallan en el recinto de la Ciudad. Previene también en su Decreto que los cadáveres sean llevados a la Iglesia donde se cantaría la Vigilia y Misa quedando depositados allí hasta la noche en que se conducirán a los nuevos cementerios para darles sepultura. Este reglamento ejecutado en Viena, se puso en práctica en otras partes de Hungría, como Presburgo, Buda, y se transfirieron sus cementerios extramuros y no consintieron enterrar a nadie dentro de las Iglesias. 
El Rey de Francia publicó una declaración en que manda que nadie se pueda enterrar en la Iglesia sino a los Arzobispos, Obispos, Curas y Patronos o Fundadores y Señores que tengan derecho de justicia suprema. Que los demás Fieles sean enterrados en los cementerios y que estos estén lo más distante del poblado que sea posible. Lo mismo ha ejecutado el Gran Duque de Toscana, dando las instrucciones correspondientes para la construcción de los cementerios.
El año 1777, el Rey de Cerdeña promulgó la ley siguiente:

Victor Amadeo, por la gracia de Dios, Rey de Cerdeña, &c. No siendo menos ageno del decoro y magestad que corresponden a los sagrados Templos el enterrar indistintamente los cadáveres en lo interior de las Iglesias, que pernicioso á la salud pública, segun consta de repetidas experiencias, el uso de sepultarlos dentro de ellas, y en bóvedas, ú otros parages subterráneos adyacentes; [...] despues de haber hecho construir cerca de los arrabales, llamados del Pó y de Dora, dos Cementerios espaciosos separados, pero no muy distantes de las murallas de la Ciudad de Turin, hemos determinado dar para la expresada nuestra Metrópoli y sus arrabales las siguientes providencias, [...] hemos ordenado y ordenamos lo siguiente: No se podrá sepultar cadáver alguno dentro del recinto de la Ciudad de Turin, ni en sus arrabales; y todas las personas que fallezcan, así en estos como en dicha Ciudad, de qualquiera clase, calidad y condicion que sean, exceptas solamente las que abaxo; se explicarán , deberán ser conducidas á los nuevos Cementerios, donde serán enterradas, conforme al señalamiento que se hará. A mas de la Casa Real y Príncipes de la Sangre, serán exceptuados de esta ley los Arzobispos de la Metropolitana, Obispos que mueran aquí, y las demas personas privilegiadas, de que se hace mencion en la Carta Pastoral publicada á este intento.

## Ostentación en la sepultura
En un momento dado llegó a exceso la magnificencia en las sepulturas por lo que los sabios legisladores procuraron reprimir los gastos con severos decretos. Entre los Griegos había una ley que decía Nadie haga sepulcro costoso. Platón mandó que no se pusiese sobre el sepulcro sino una piedra que cupiese el elogio del difunto en cuatro versos heroicos. 
El espíritu de la Iglesia ha sido siempre apartar de las exequias de los fieles toda pompa vana. Dice un concilio:

No afecten los fieles la pompa en su muerte fuera de lo que está establecido, y lo que es decente á un Christiano: al contrario, lo que deben procurar es el alivio de sus almas por sufragios, y los sufragios de la Iglesia, y las limosnas con los pobres.

Los piadosos monarcas españoles también han prohibido por sus reglamentos los gastos superfluos en los funerales. Dice Felipe II en una Pragmática

En quanto toca á los entierros, obsequias y cabos de año, mandamos que por ninguna persona, de qualquier calidad, condicion ó preeminencia, aunque sea de titulo ó dignidad, no se pueda llevar en su entierro, ni poner en su sepultura al tiempo de las obsequias ó cabo de año mas de doce hachas ó cirios; y que por ninguna persona, excepto por las personas Reales, no se pueda hacer, ni haga en las Iglesias túmulo, y que tan solamente se pueda poner la tumba con paño de luto.

Y en otra Pragmática de Felipe V se manda: 

que los atahudes ó caxas, en que se llevaren á enterrar los difuntos, no sean de telas, ni colores sobresalientes de seda, sino de bayeta ó paño, ú olandilla negra, y galón negro ó morado, por ser sumamente impropio poner colores sobresalientes, en donde está el origen de la mayor tristeza; y solo permito, que puedan ser de color, y de tafetán doble, y no mas los atahudes ó caxas de los niños hasta salir de la infancia, y de quienes la Iglesia celebra la Misa de Angeles: que no se vistan de luto las paredes de las Iglesias, ni los bancos de ellas, sino solamente el pavimento que ocupa la tumba ó féretro, y las hachas de los lados.

No omitieron los Padres de la iglesia reprehender este lujo y pompa sobre las sepulturaș. San Gerónimo, dice: 

¿A qué viene tạnta pompa y ostentacion entre las lágrimas y lamentos? Pues qué no pueden podrirse los cadáveres de los ricos y magnnates, sino envueltos en telas de sedas?

San Juan Crisóstomo también dijo:

Esos gastos inútiles y superfluos no aprovechan a los muertos, antes bien les dañan, y á los vivos les causan detrimento. Además la sepultura costosa es causa muchas veces, que los ladrones desentierren á los cadáveres, y los dexen desnudos y sin sepulturas.